# All Star Extravaganza V
L'édition 2013 de All Star Extravaganza est une manifestation de catch produite par la fédération américaine Ring of Honor (ROH). Cet évènement s'est déroulé le 3 août 2013 au Mattamy Athletic Centre à Toronto, en Ontario au Canada. Il s'agit de la 5e édition de All Star Extravaganza de l'histoire de la ROH.

## Contexte
Les spectacles de la Ring of Honor en paiement à la séance se composent de matchs aux résultats prédéterminés par les scénaristes de la ROH. Ces rencontres sont justifiées par des storylines - une rivalité avec un catcheur, la plupart du temps - ou par des qualifications survenues au cours de shows précédant l'évènement. Tous les catcheurs possèdent un gimmick, c'est-à-dire qu'ils incarnent un personnage face (gentil) ou heel (méchant), qui évolue au fil des rencontres. Un pay-per-view comme All Star Extravaganza est donc un événement tournant pour les différentes storylines en cours.

## Matchs
| #                                                                | Matchs, | Stipulation                                               | Durée |
| ---------------------------------------------------------------- | --- | --------------------------------------------------------- | ----- |
| 1                                                                | Kushida bat Adam Page | Match simple                                              | 8:25  |
| 2                                                                | Tommaso Ciampa bat Silas Young | Match qualificatif pour le ROH World Championship vacant  | 11:14 |
| 3                                                                | Michael Bennett (avec Maria Kanellis) bat B.J. Whitmer par décision arbitrale                                                                             | Match qualificatif pour le ROH World Championship vacant  | 10:08 |
| 4                                                                | Roderick Strong bat Matt Taven (avec Truth Martini, Scarlett Bordeaux et Seleziya Sparx)                                                                  | Match qualificatif pour le ROH World Championship vacant  | 13:10 |
| 5                                                                | Michael Elgin bat Paul London | Match qualificatif pour le ROH World Championship vacant  | 20:02 |
| 6                                                                | Adrenaline RUSH (ACH & Tadarius Thomas) battent The Young Bucks (Nick Jackson & Matt Jackson) et C&C Wrestle Factory (Caprice Coleman & Cedric Alexander) | Three Way Tag Team match                                  | 10:59 |
| 7                                                                | Kevin Steen bat Brian Kendrick | Match qualificatif pour le ROH World Championship vacant  | 12:50 |
| 8                                                                | Adam Cole bat Jay Lethal | Quart de finale pour le ROH World Championship vacant     | 16:45 |
| 9                                                                | The American Wolves (Eddie Edwards & Davey Richards) battent Forever Hooligans (Rocky Romero & Alex Koslov)                                               | Match par équipe pour les ROH World Tag Team Championship | 26:40 |
| (c) désigne le(s) champion(s) défendant son titre dans le match. | |                                                           |       |